# Fouad Bachirou
Fouad Bachirou, né le 15 avril 1990 à Valence, est un footballeur international comorien, qui possède également la nationalité française. Il évolue au poste de milieu à l'Omónia Nicosie.

## Biographie

### Carrière en club
Fouad Bachirou commence le football sous les couleurs des équipes de jeunes de l'USA Clichy, avant de rejoindre en 2006, le centre de formation du Paris SG. Il reste deux saisons dans la réserve du Paris SG en CFA.
En juillet 2010, il signe son premier contrat professionnel d'une durée d'une saison avec le Greenock Morton en First Division. À la fin de la saison, il signe un nouveau contrat d'un an. Le 7 avril 2012, il marque son 1er but en First Division contre le Queen of the South. En mai 2012, il annonce qu'il ne signera pas de nouveau contrat avec le Greenock Morton. Le 17 août 2012, il re-signé pour le club jusqu'en 2015, après que la Ligue a rejeté son transfert au Hamilton Academical. 
Malheureusement, lors de saison 2013-2014 le club est relégué en Second Division. En août 2014, il s'engage en faveur de Östersunds FK en Superettan.Il signe en 2018 un contrat de 3 ans avec les champions 2016/17 , le Malmö FF .
Le 26 août 2020, il rejoint Nottingham Forest.

### Carrière internationale
Fouad Bachirou est convoqué pour la première fois par le sélectionneur national Amir Abdou lors d'un match amical face au Burkina Faso le 5 mars 2014 à Marseille (1-1). 
Il est à partir de 2014 un élément important de l'équipe des Comores et participe à la première Coupe d'Afrique des nations de l'histoire de la sélection lors de l'édition 2022.
Il prend sa retraite internationale en septembre 2023.

## Statistiques
| Saison                | Club                  | Championnat           | Championnat | Championnat | Championnat | Coupe nationale | Coupe nationale | Coupe nationale | Coupe de la Ligue | Coupe de la Ligue | Coupe de la Ligue | Supercoupe | Supercoupe | Supercoupe | Compétition(s) continentale(s) | Compétition(s) continentale(s) | Compétition(s) continentale(s) | Compétition(s) continentale(s) | Autres compétitions | Autres compétitions | Autres compétitions | Total | Total | Total |
| Saison                | Club                  | Division              | M.          | B.          | P.d.        | M.              | B.              | P.d.            | M.                | B.                | P.d.              | M.         | B.         | P.d.       | Comp.                          | M.                             | B.                             | P.d.                           | M.                  | B.                  | P.d.                | M.    | B.    | P.d.  |
| 2010-2011             | Greenock Morton       | First Division        | 19          | 0           | 0           | 4               | 0               | 0               | 1                 | 0                 | 0                 | -          | -          | -          | -                              | -                              | -                              | -                              | 2                   | 0                   | 0                   | 26    | 0     | 0     |
| 2011-2012             | Greenock Morton       | First Division        | 30          | 1           | 4           | 2               | 0               | 0               | 1                 | 0                 | 2                 | -          | -          | -          | -                              | -                              | -                              | -                              | 3                   | 0                   | 1                   | 36    | 1     | 7     |
| 2012-2013             | Greenock Morton       | First Division        | 33          | 1           | 3           | 4               | 0               | 2               | 1                 | 0                 | 0                 | -          | -          | -          | -                              | -                              | -                              | -                              | -                   | -                   | -                   | 38    | 1     | 5     |
| 2013-2014             | Greenock Morton       | First Division        | 35          | 0           | 2           | 1               | 0               | 0               | 4                 | 0                 | 0                 | -          | -          | -          | -                              | -                              | -                              | -                              | 1                   | 0                   | 0                   | 41    | 0     | 2     |
| Sous-total            | Sous-total            | Sous-total            | 117         | 2           | 9           | 11              | 0               | 2               | 7                 | 0                 | 2                 | 0          | 0          | 0          | -                              | 0                              | 0                              | 0                              | 6                   | 0                   | 1                   | 141   | 2     | 14    |
| 2014                  | Östersunds FK         | Superettan            | 10          | 0           | 0           | 1               | 0               | 0               | -                 | -                 | -                 | -          | -          | -          | -                              | -                              | -                              | -                              | -                   | -                   | -                   | 11    | 0     | 0     |
| 2015                  | Östersunds FK         | Superettan            | 29          | 0           | 3           | -               | -               | -               | -                 | -                 | -                 | -          | -          | -          | -                              | -                              | -                              | -                              | -                   | -                   | -                   | 29    | 0     | 3     |
| 2016                  | Östersunds FK         | Allsvenskan           | 22          | 1           | 0           | 1               | 0               | 0               | -                 | -                 | -                 | -          | -          | -          | -                              | -                              | -                              | -                              | -                   | -                   | -                   | 23    | 1     | 0     |
| 2017                  | Östersunds FK         | Allsvenskan           | 25          | 1           | 2           | 6               | 0               | 1               | -                 | -                 | -                 | -          | -          | -          | C3                             | 12                             | 1                              | 2                              | -                   | -                   | -                   | 43    | 2     | 5     |
| Sous-total            | Sous-total            | Sous-total            | 86          | 2           | 5           | 8               | 0               | 1               | 0                 | 0                 | 0                 | 0          | 0          | 0          | -                              | 12                             | 1                              | 2                              | 0                   | 0                   | 0                   | 106   | 3     | 8     |
| 2018                  | Malmö FF              | Allsvenskan           | 22          | 0           | 1           | 7               | 0               | 0               | -                 | -                 | -                 | -          | -          | -          | C1+C3                          | 5+8                            | 0+0                            | 1+0                            | -                   | -                   | -                   | 42    | 0     | 2     |
| 2019                  | Malmö FF              | Allsvenskan           | 23          | 0           | 2           | 3               | 0               | 0               | -                 | -                 | -                 | -          | -          | -          | C3+C3                          | 2+10                           | -0+0                           | 0+0                            | -                   | -                   | -                   | 38    | 0     | 2     |
| Sous-total            | Sous-total            | Sous-total            | 45          | 0           | 3           | 10              | 0               | 0               | 0                 | 0                 | 0                 | 0          | 0          | 0          | -                              | 25                             | 0                              | 1                              | 0                   | 0                   | 0                   | 80    | 0     | 4     |
| Total sur la carrière | Total sur la carrière | Total sur la carrière | 248         | 4           | 17          | 29              | 0               | 3               | 7                 | 0                 | 2                 | 0          | 0          | 0          | -                              | 37                             | 1                              | 3                              | 6                   | 0                   | 1                   | 327   | 5     | 26    |

## Palmarès
Greenock Morton FC
- Championnat d'Écosse de deuxième division
  - Vice-champion : 2013

 Östersunds FK
- Coupe de Suède
  - Vainqueur  : 2017
- Championnat de Suède de deuxième division
  - Vice-champion : 2015

 Malmö FF
- Championnat de Suède
  - Vice-champion : 2019
- Coupe de Suède
  - Finaliste  : 2018 et 2020

 Omónia Nicosie
- Coupe de Chypre
  - Vainqueur  : 2022 et 2023
- Supercoupe de Chypre
  - Finaliste : 2022 et 2023